# Evangeline (pel·lícula de 1929)

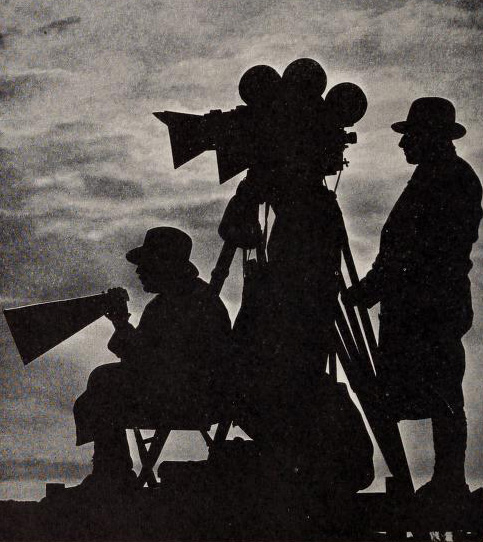
Edwin Carewe i el director de fotografia Robert Kurrle filmant una escena all capvespre per a la pel·lícula

Evangeline és una pel·lícula basada en el poema “Evangeline, A Tale of Acadie” de Henry Wadsworth Longfellow, dirigida per Edwin Carewe i protagonitzada per Dolores del Río, entre d'altres. La pel·lícula és parcialment sonora i s'acompanyava d'un disc Vitaphone sense diàlegs centrat sobretot en els moment en què canta l'actriu. Es va estrenar a Nova Orleans el 15 de juny de 1929.

## Argument
A mitjans del segle xviii, en el tranquil poble de Grand-Pré, a Nova Escòcia, viu la bella Evangeline amb el seu pare, Benedict Bellefontaine, un pròsper i honrat agricultor de la comunitat acàdica. Malgrat l'amor i admiració que li professa Baptiste, el fill del notari, ella es compromet amb Gabriel, el fill de Basil, el ferrer. Abans del casament, França i Anglaterra es declaren la guerra. Els acadians es troben entre dues aigües, obligats per la seva lleialtat a ajudar Anglaterra i pels seus llaços de sang França i per això es neguen a alçar-se en armes contra els francesos. Com a resultat són deportats. Mentre els homes són conduïts a bord d'un vaixell de guerra britànic, el governador general cala foc al poble. Davant tanta desgràcia Benedict mor en braços de la seva filla, la qual ha de marxar acompanyada del pare Felician.
Arriben a Bayou Téche, Lousiana, amb la resta del poble on fan un assentament. Allà retroba Baptiste que ha esdevingut un ric terratinent i rebutja la seva mà. Evangeline marxa per cercar el seu promès per múltiples llocs dels Estats Units i pateix moltes vicissituds. Al principi, Basil s'ofereix a ajudar-la en la recerca de Gabriel però són separats per una tempesta en uns ràpids. Viatjant sola pel país inexplorat Evangeline arriba a un assentament de jesuïtes on, sense perdre l'esperança de retrobar Gabriel, es converteix en una Germana de la Misericòrdia. Al final de la guerra és enviada a Filadèlfia per cuidar mutilats i desemparats. Allà, en una casa de beneficència retroba el seu estimat.

## Repartiment
- Dolores Del Rio (Evangeline)
- Roland Drew (Gabriel)
- Alec B. Francis (pare Felician)
- Donald Reed (Baptiste)
- Paul McAllister (Benedict Bellefontaine)
- James A. Marcus (Basil)
- George F. Marion (Rene La Blance)
- Robert Mack (Michael)
- Louis Payne (governador general)
- Lee Shumway (coronel Winslow)

## Producció
El rodatge va començar el 28 de desembre de 1928. La pel·lícula va suposar la darrera pel·lícula de Dolores del Río amb el director Edwin Carewe, que tot i ser el seu gran avalador, no va parar d'intentar seduir-la en tots aquells anys de col·laboració. Edwin Carewe, es va trencar una cama durant el rodatge però això no li va impedir de continuar rodant des d'una cadira de rodes. Entre les localitzacions on es va rodar la pel·lícula hi ha Point Lobos (Califòrnia), on es va construir el poble de Grand-Pré amb un cost de 50.000 dòlars, i Monterey. Altres localitzacions de la pel·lícula van ser a Minnehaha Falls (Minnesota), Big Basin (Califòrnia) i St. Martinville (Louisiana).